# Bataille de Sprimont
Première Coalition
Batailles
La bataille de Sprimont, bataille d'Esneux ou bataille de l'Ourthe est une bataille survenue les 1er et 2 jour complémentaire an II (18 septembre 1794) sur le plateau sis entre les vallées de la Vesdre, de l'Ourthe et de l'Amblève, à une vingtaine de kilomètres au sud de Liège en actuelle Belgique. Bataille de Fontin, bataille de Hamay et  bataille de la Heid des Gattes renvoient également à cet affrontement.
Sont associés à cette bataille les localités de Sprimont, Esneux, Fontinet le site de La Redoute (l'une des principales côtes de la course cycliste  Liège-Bastogne-Liège), dont l'appellation trouve son origine dans une des fortifications de la bataille à Sougné.
Cette bataille a consacré la fin définitive de l'Ancien Régime sur le territoire de l'actuelle Belgique (essentiellement Pays-Bas autrichiens, Principauté de Liège et Principauté de Stavelot-Malmedy), par la victoire des troupes révolutionnaires françaises sur les troupes autrichiennes. Les Autrichiens occupant le plateau furent délogés par des troupes françaises venues du sud et de l'ouest, galvanisées par leurs succès récents. Ces dernières subirent cependant de plus lourdes pertes.

## Rétroactes
Au cours de la guerre de la première coalition menée contre la Révolution française, les monarchies européennes d'Autriche et de Prusse, financées par le Royaume-Uni, lancèrent des tentatives pour envahir la France et y restaurer la monarchie. Les combats se déroulèrent sur de multiples fronts, des Pyrénées aux Alpes, et jusqu'au Rhin et la Flandre, dans les territoires des Pays-Bas autrichiens, correspondant approximativement au territoire de l'actuelle Belgique.
Les Flandres furent le principal théâtre de confrontation, de par leur terrain aisé et la proximité avec la France et sa capitale, étant un territoire sans grande protection naturelle. En 1794, les deux camps s'y étaient déjà longuement affrontés. La coalition alliée des Autrichiens, des Britanniques et des Hollandais avait l'ambition d'y faire une percée pour atteindre Paris, alors que les armées françaises cherchaient plutôt à repousser la frontière vers le nord jusqu'à atteindre une frontière naturelle qui leur assurerait une meilleure sécurité, avant de conclure une paix durable.

### La campagne de 1794
La campagne des Flandres de 1794 ne s'était pas bien déroulée pour les Alliés. Malgré de premières victoires, dont la capture du fort de Landrecies au centre, ils furent refoulés sur leur flanc droit par l'aile gauche du général Charles Pichegru de l'Armée du Nord, qui s'empara de Menin, de Courtrai et d'Ypres et mena les batailles de Mouscron, de Willems, de Courtrai, de Tourcoing et de Tournai. Sur le flanc gauche des Alliés, ceux-ci furent également repoussés après des attaques répétées sur la Sambre, par les forces combinées du flanc droit de l'Armée du Nord, de l'Armée des Ardennes, et par après le flanc gauche de l'Armée de la Moselle. Ce au cours des batailles de Grand-Reng, d'Erquelinnes, de Gosselies, de Lambusart et de Fleurus.
Le 26 juin, l'Armée alliée, sous commandement du Prince Frédéric Josias de Saxe-Cobourg-Saalfeld, fut défaite lors de la bataille de Fleurus par Jourdan, qui commandait les troupes françaises sur la Sambre. Après un printemps où furent livrées de nombreuses batailles, Fleurus fut le coup fatal pour le moral du commandement autrichien. Déjà dubitatifs quant à la défense des Flandres:347–9, les diplomates autrichiens décidèrent d'abandonner les Pays-Bas méridionaux après la bataille, et envisagèrent d'abandonner la ligne de la Meuse pour une ligne de défense plus orientale[réf. nécessaire].
Cette décision stratégique autrichienne suscita des divisions dans les rangs alliés, les Autrichiens et les Britanniques ayant dès l'origine des points de vue fort différents sur les priorités stratégiques à suivre. Alors que la priorité autrichienne était dès le début de défendre le Rhin et l'Allemagne orientale, les priorités britanniques et hollandaise étaient plutôt de défendre les Pays-Bas au nord. Ce qui finit par conduire les contingents autrichiens d'une part, et d'autre part anglo-hollandais, à des actions distinctes.

### La retraite de Cobourg vers la Meuse

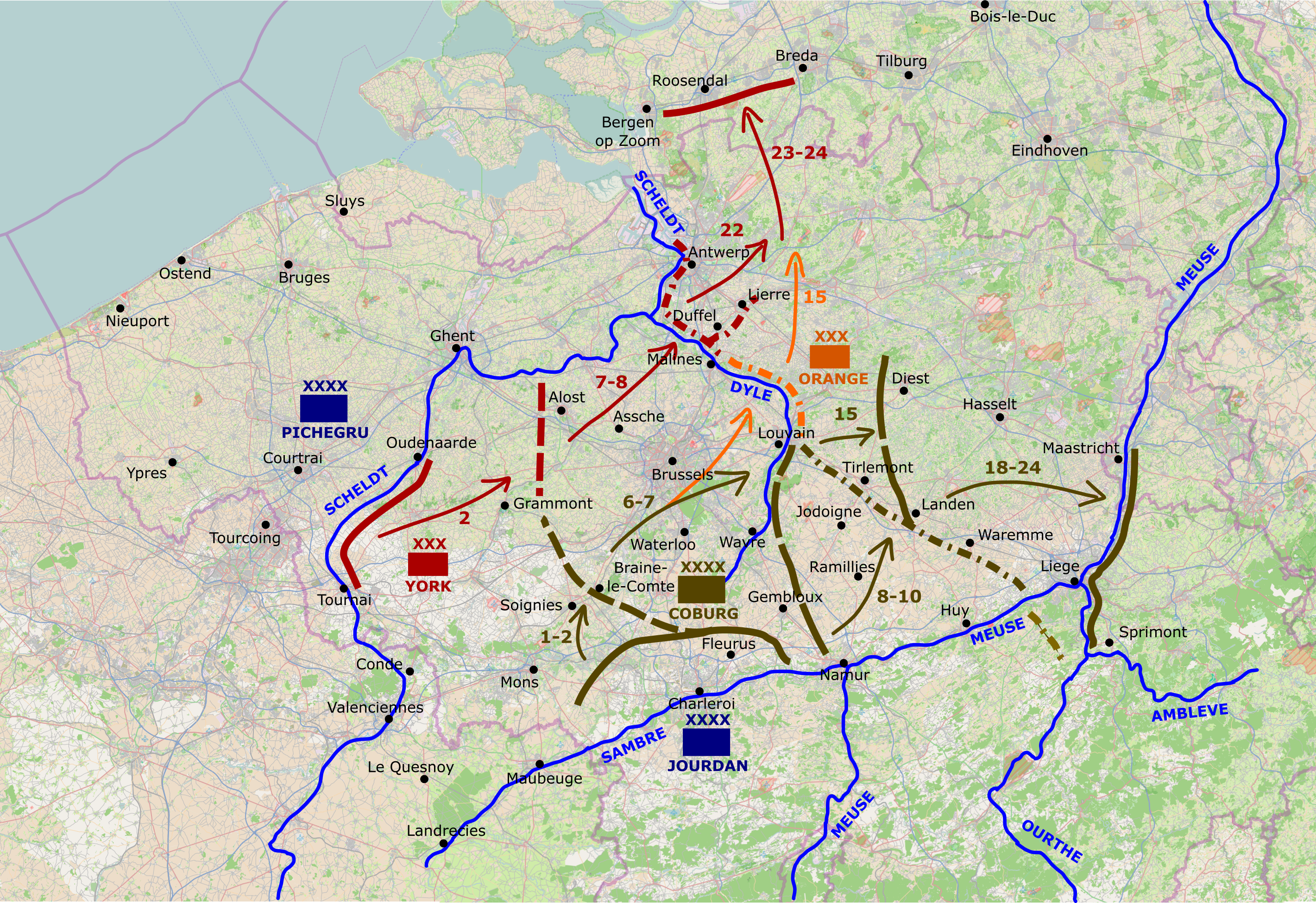
Carte illustrant la retraite et les diverses positions défensives de l'Armée alliée après la bataille de Fleurus, avec les dates des positions en juillet 1794. Les positions des troupes autrichiennes de Cobourg figurent en brun foncé, les troupes anglo-hollandaises en orange, et les troupes françaises en bleu.

Après la victoire de Fleurus, les troupes de Jourdan positionnées à Charleroi, dont la plupart se trouvaient sous commandement formel de Pichegru, furent officiellement constituées en une Armée de Sambre et Meuse le 29 juin 1794 par le Comité de Salut Public, qui gouvernait alors la France. Cette armée fut placée sous le commandement de Jean-Baptiste Jourdan. Cette armée reçut comme objectif de battre les Autrichiens partout où cela pouvait être possible. Et à terme sécuriser la vallée de la Meuse, que le Ministre de la Guerre, Lazare Carnot, voyait comme frontière naturelle de la France à envisager après un accord de paix:220–221.
Cependant, au même moment, Jourdan avait détaché de 30 000 à 40 000 hommes de son armée de 140 000 sous commandement du général Barthélemy Schérer pour reprendre les positions fortifiées de Landrecies, Le Quesnoy, Valenciennes et Condé, des positions alliées en France qui se retrouvaient désormais isolées de par la victoire de Fleurus et la retraite alliée:362–3:237.
Le 1er juillet, Jourdan débuta son offensive par la capture de Mons par l'aile gauche de son armée, mettant en fuite les défenseurs hollandais. C'était l'objectif principal de l'offensive sur la Sambre du printemps 1794, ce qui causa la rupture des communications autrichiennes entre les forteresses du sud tenues par les Autrichiens et leur poste de commandement principal de Bruxelles:211. Le 2 juillet, il alla de l'avant et s'empara de Soignies, forçant l'aile droite de Cobourg à se retirer vers Braine-le-Comte:359.
Les 6 et 7 juillet, le centre de l'armée de Jourdan attaqua l'armée de Cobourg sur un front qui s'étirait de Braine-le-Comte à Gembloux, ce qui conduisit Cobourg à abandonner ses projets de défendre Bruxelles, et à se retirer plus loin jusque Malines et Louvain. Du 7 au 8 juillet, l'aile droite de l'Armée de Sambre et Meuse attaqua l'aile gauche de l'armée de Coburg, qui étaient encore en possession de Namur sur la Meuse. Poussant jusque Ramillies et isolant Namur, Jourdan cette dernière au moment où il entrait à Bruxelles avec Pichegru à ses cotés le 10 juillet. Craignant que Jourdan ne progresse sur la Meuse au travers de ses positions via Namur et puis Liège pour lui couper une retraite, Cobourg déplaça le centre et le flanc gauche de son armée jusque Tirlemont:361.
Avec les 18 000 hommes de l'armée de Pichegru, le reste de l'Armée du Nord étant partie assiéger Sluys, Jourdan attaqua les forces de Coburg, capturant Louvain le 15 juillet et aussi Jodoigne le 16 ou le 17:363. Pendant ce temps, Namur capitula le 19 juillet:225. 
Ces attaques scindèrent définitivement les forces alliées en deux armées opérationnellement distinctes. La capture de Malines par Pichegru le 15 juillet força les troupes hollandaises à se retirer vers le Nord pour défendre leur patrie avec l'aide des Britanniques sous commandement du duc de York, alors que Cobourg décidait de se retirer vers l'est en passant la Meuse, pour défendre le Rhin et l'Allemagne:364.
Cobourg traversa la Meuse à Maastricht le 24 juillet, et y occupa une position défensive sur la berge orientale.

## Prélude à la bataille

### Le retour de Schérer
Après cette course vers le Rhin, l'armée de Sambre-et-Meuse resta sur la défensive pendant le mois d'août, attendant le retour des unités de Scherer chargées des sièges, afin de renforcer le corps d'armée et de disposer de suffisamment de forces pour franchir la Meuse et d'en expulser les Autrichiens.
Du côté autrichien, Cobourg fut démis de ses fonctions de Maréchal de campagne, du fait du mécontentement de sa hiérarchie de Vienne sur la façon dont était menée la guerre. Il fut remplacé par le Comte Clerfayt:379.
Schérer fut occupé pendant juillet et août à reprendre les forteresses tenues par les Autrichiens:236–7. Par un décret du 4 juillet, Schérer reçut l'ordre d'exécuter les garnisons de ces forteresses si elles ne capitulaient pas dans les 24 heures. Mal à l'aise avec ces ordres, Schérer refusa de les exécuter, autorisant les garnisons à se rendre avec les honneurs si elles se rendaient rapidement, conscient que ces dernières ne pouvaient espérer de renforts et que la résistance était devenue inutile. La reddition rapide de Landrecies le 16 juillet après 3 jours de siège permit de justifier cette approche. 
Le siège de Le Quesnoy ne fut pas levé aussi rapidement. Débutant le 17 juillet, la forteresse ne se rendit que le 15 août, alimentant des critiques sur la lenteur de l'action de Schérer. Valenciennes et Condé tombèrent rapidement les 20 et 30 août, permettant à Schérer de conclure sa mission. 
Avec les frontières nationales expurgées de toute présence étrangère, Schérer retourna auprès de Jourdan, qui organisa le 4 septembre une célébration en son honneur pour son retour victorieux:238.

### La structuration de l'Armée de Sambre-et-Meuse
Après la bataille de Fleurus, l'armée de Sambre-et-Meuse fut divisée en trois corps, sous le commandement du général François Séverin Marceau pour l'aile droite, Jourdan en personne au centre, et le général Jean-Baptiste Kléber pour l'aile gauche. À la suite du retour de Schérer, c'est finalement celui-ci qui prit le commandement de l'aile droite, avec Marceau, qui retourna dans sa propre division. 
Au moment de la bataille de Sprimont, l'aile gauche de  Kleber comptait environ 35 000 hommes, Jourdan disposait de 50 000 hommes au centre, et Schérer pouvait compter sur environ 30 000 hommes pour l'aile droite:238.

### La ruse de Jourdan

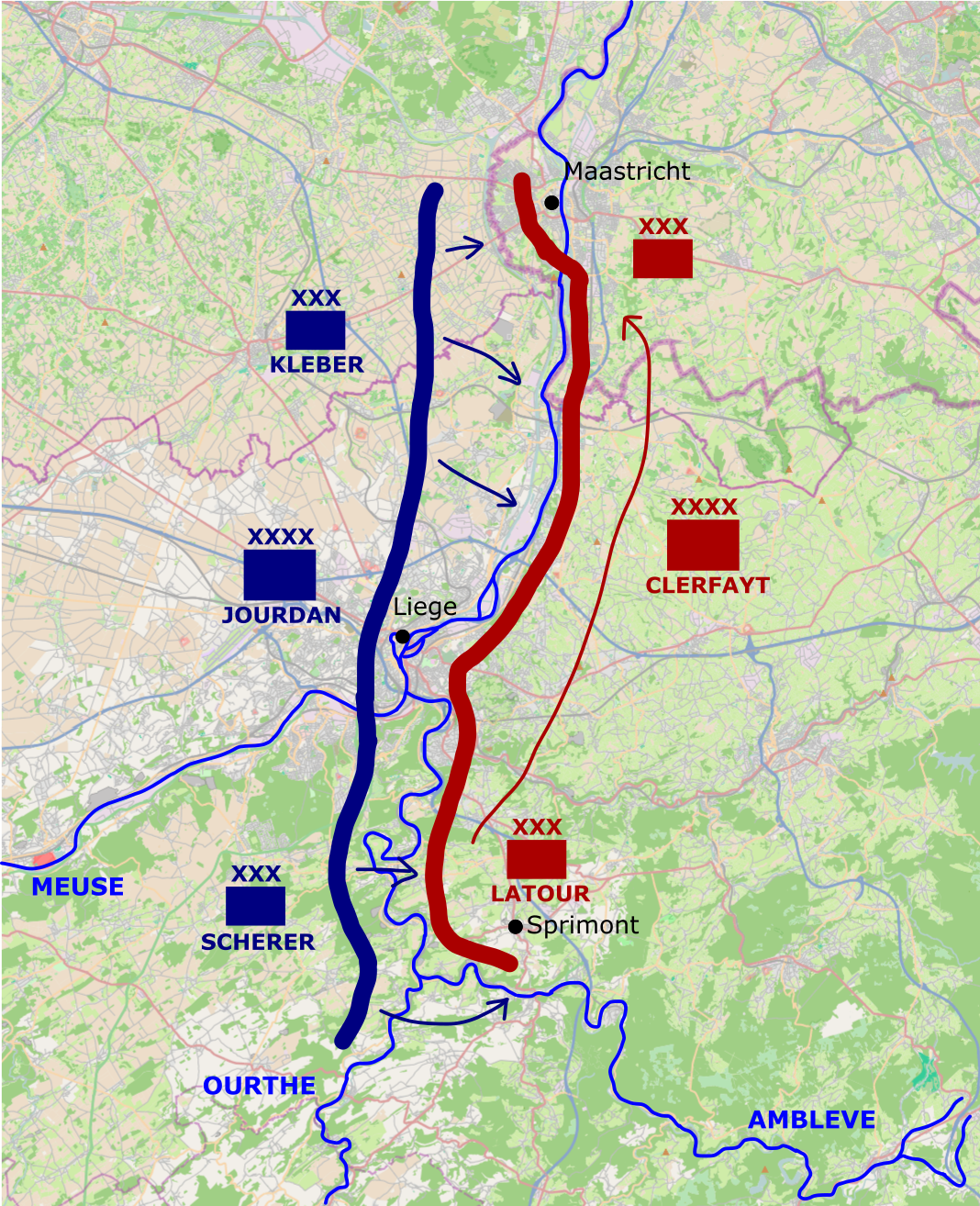
Carte indiquant les positions des Français (en bleu) et des Alliés (en rouge) se faisant face à face sur chaque rive de la Meuse et de l'Ourthe. Une attaque de diversion le 17 septembre par Jourdan convainquit Clerfayt que Jourdan allait attaquer son flanc droit, et dégarnit son flanc gauche en conséquence. Jourdan attaqua son flanc droit au sud le lendemain…

Jourdan reçut l'ordre du Comité de Salut public le 22 août de passer la Meuse à Liège et d'y occuper la rive droite:132. Cependant, avec les troupes de Clerfayt disposées tout au long d'une ligne d'une cinquantaine de kilomètres allant de Maastricht à Sprimont sur l'Ourthe, il serait difficile de traverser de si larges cours d'eau avec une armée, en particulier avec une forte résistance en face, Liège étant le centre du dispositif de Clerfayt. 
Jourdan vit l'opportunité d'accomplir sa mission en contournant le flanc gauche des Alliés avec son aile droite, qui avait déjà traversé la Meuse. Pour maximiser ses chances de succès, il ordonna à Kleber de lancer une attaque de diversion sur le flanc centre et droit de l'armée de Clerfayt le 17 septembre aux environs de Maastricht:133.
Clerfayt ne vit pas le piège, et déforça son aile gauche pour renforcer son flanc droit au nord de plusieurs milliers d'hommes. L'attaque de Jourdan fut lancée le lendemain contre l'aile gauche affaiblie.

## Déroulement de la bataille

Carte détaillée des mouvements de troupes françaises (en bleu) et autrichiennes (en rouge) lors de la bataille de Sprimont.

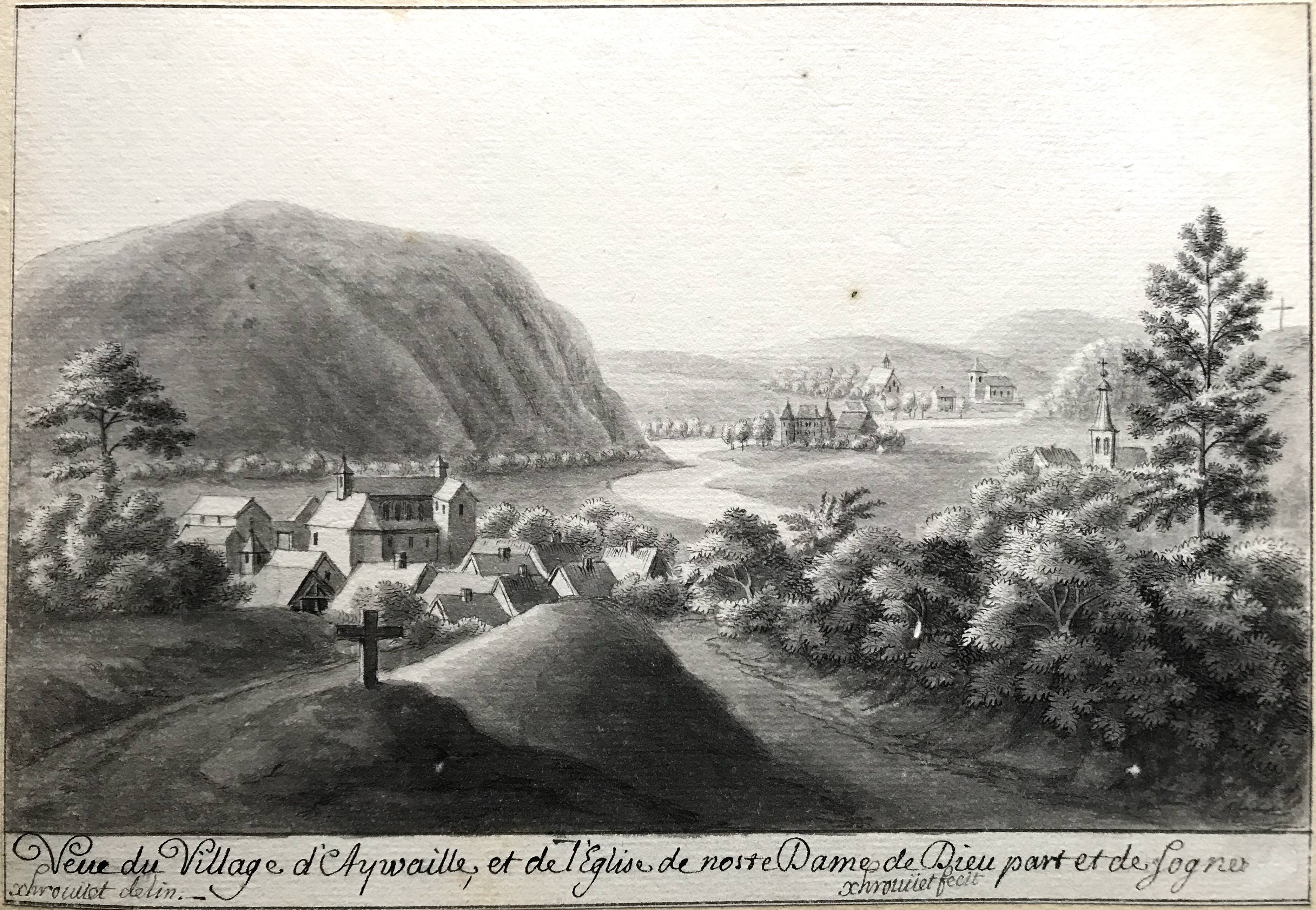
Vue d'Aywaille (à l'avant plan), des falaises de la Heid des Gattes, et du village de Sougné en 1737. Au centre, la rivière Amblève.

L'aile gauche autrichienne de Clerfayt était commandée par Maximilien Antoine de Baillet de Latour. Disposant de seulement 25 000 hommes, Latour occupa le terrain entre Sprimont et Esneux. Sous-estimant les forces françaises face à lui à moins de 30 000 hommes, Latour écrivit à Clerfayt qu'il restait « pleinement confiant quant à la qualité de sa position », ce malgré les preuves d'une activité française:133. 
Cependant, Jourdan avait, sous commandement de Schérer, concentré quelques 40 000 hommes, dont la plupart sur son aile droite, face à Latour, avec l'intention de lancer quatre divisions en passant la rivière Ourthe et son affluent, l'Amblève. L'attaque principale devait venir des divisions des généraux Marceau, Jean Mayer et Honore Hacquin sur l'Amblève, qui enrobait le flanc des troupes de Latour, alors que la division de Jean Pierre Francois Bonnet (également épelé Bonet) devait lancer une attaque frontale secondaire sur les troupes de Latour à Esneux, ce qui permettait aux quatre divisions françaises d'encercler Latour depuis deux fronts:242.

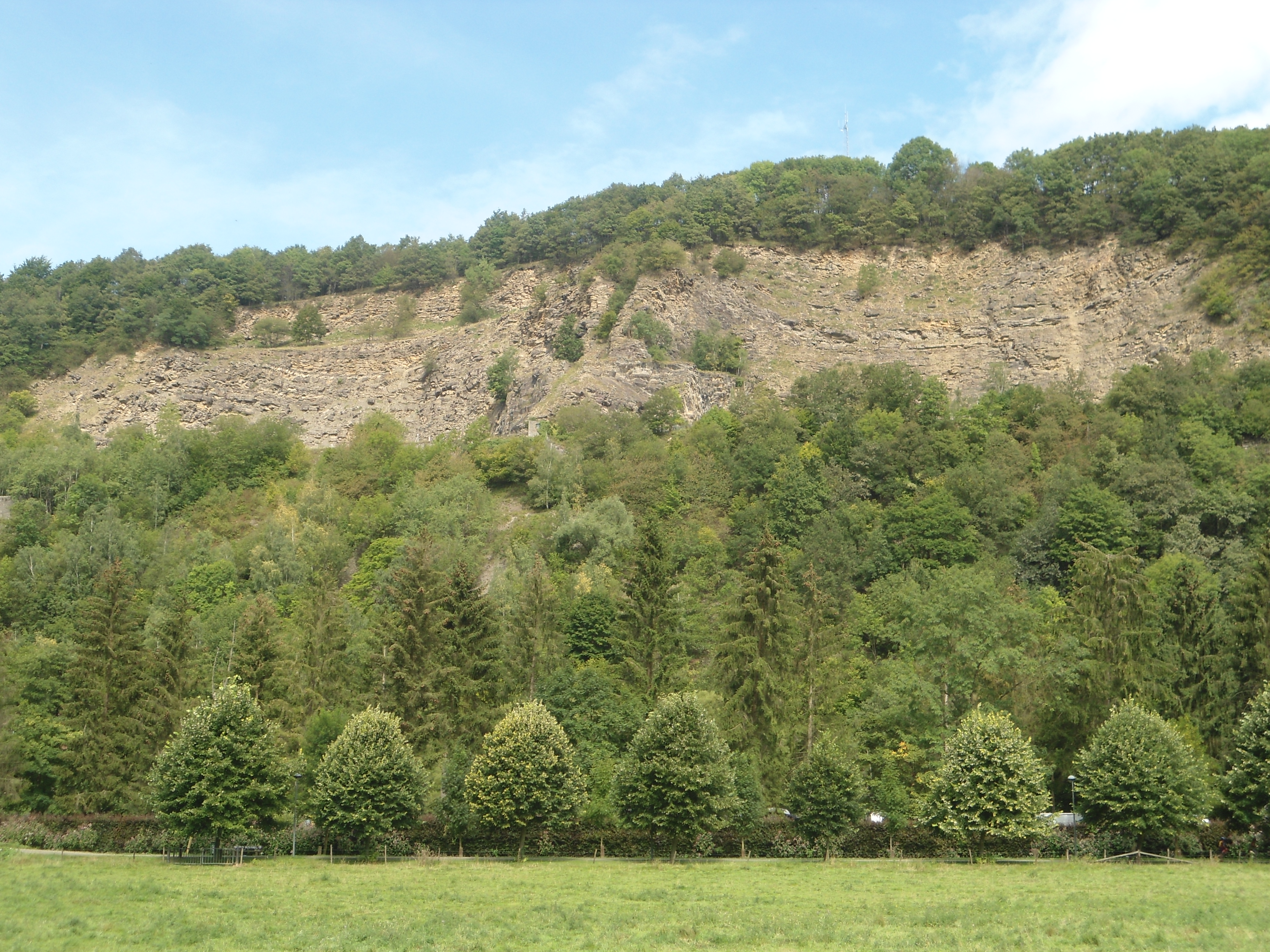
Les falaises de la Heid des Gattes, surplombant la rive nord de l'Amblève entre Aywaille et Remouchamps, qu'escaladèrent les troupes révolutionnaires françaises de Mayer pour attaquer les troupes impériales autrichiennes

Le 18 septembre, Scherer lança son attaque par un bombardement, suivi de traversées des rivières. Contrairement aux actions habituelles de passages de rivières par des vagues massives, les hommes de Scherer agirent de façon plus méthodique. Des tirailleurs traversèrent en premier, pour vérifier et sécuriser des points de passage, puis furent suivis du gros des troupes qui progressa en colonnes organisées:133. 
Marceau traversa l'Amblève à Halleux, et emporta la résistance autrichienne après deux heures de combat. La division de Mayer traversa facilement la rivière à Aywaille, et profita du terrain accidenté dans le secteur, qui donnait aux attaquants une couverture face aux tirs des défenseurs, lui permettant de progresser méthodiquement vers Sprimont:133. 
La traversée de Hacquin fut plus ardue. Avec un nombre limité d'hommes, Latour ne peut lancer qu'une contre attaque ciblée, et il choisit de menacer la traversée de l'Amblève par les troupes de Hacquin à Sougnee (désormais Sougné). Il renvoya rapidement Hacquin vers la rive gauche. Ce dernier choisit cependant de traverser la rivière plus à l'est, à Nonceveux, d'où il put contourner le flanc gauche de Latour pour s'emparer des hauteurs et menacer ses arrières. Au même moment, Bonnet traversa l'Ourthe à Esneux, et avec les troupes de Latour submergées sur l'Amblève, ce fut la dernière action décisive. Attaqués de toute part, menacés d'encerclement, et sans hommes de réserve, Latour ordonna la retraite vers le nord pour rejoindre l'armée de Clerfayt:134.

## Après la bataille
Cette retraite dégarnit le flanc gauche de Clerfayt. Les Autrichiens évacuèrent alors la Meuse, quittèrent Liège et le fort de la Chartreuse, d'où ils avaient 6 semaines plus tôt (du 28 au 30 juillet) bombardé le quartier d'Amercœur en guise de représailles aux sympathies révolutionnaires. Jourdan suivit avec les troupes révolutionnaires, en laissant le général Duhesme avec 15 000 hommes pour assurer le siège de Maastricht. Les Autrichiens se replièrent alors sur la rivière Rour, dernière barrière naturelle avant le Rhin, et furent lourdement défaits le 2 octobre lors de la bataille d'Aldenhoven.